# Programación de expresiones de genes
En computación evolutiva, programación de expresión de genes (PEG) es un algoritmo evolutivo que crea programas o modelos. Estos programas son complejas estructuras arbóreas que aprenden y se adaptan por el cambio de sus tamaños, formas y composición, muy parecido a un organismo vivo. Como organismos vivos, los programas de PEG eran codificados en simple cromosomas de tamaños fijos. Como, PEG es un sistema genotipo-fenotipo, beneficiado de un simple genoma para mantener y trasmitir información genética y un fenotipo complejo para explorar el ambiente y adaptarse.

## Historia
Algoritmos evolutivos usa poblaciones de individuos, selecciona individuos de acuerdo a la aptitud, e introduce variación genética usando uno o más operadores genéticos. Su uso en los sistemas computacionales artificiales data de 1950 donde eran usados para resolver problemas de optimización (e.g. Box 1957 and Friedman 1959). Pero fue con la introducción de estrategias evolutivas by Rechenberg in 1965 que los algoritmos evolutivos ganaron popularidad. Un buen texto sobre algoritmos evolutivos es el libro “An Introduction to Genetic Algorithms” by Mitchell (1996).
Programación de expresión de genes pertenece a la familia
de los algoritmos evolutivos y está estrechamente relacionado con algoritmos genéticos y programación genética. De los algoritmos genéticos heredó los cromosomas lineales de tamaño fijo; y de la programación genética la expresividad de los árboles de parseo de variados tamaños y formas.
En la programación de expresión de genes los cromosomas lineales trabajan como el genotipo y los árboles de parseo como el fenotipo, creando un sistema genotipo/fenotipo. Este sistema genotipo/fenotipo es multigen, poniendo múltiples árboles de parseo codificados en cada cromosoma. Esto significa que los programas creados por PEG están compuestos por múltiples árboles de parseo. Porque estos árboles de parseo son el resultado de expresiones genéticas, en PEG son llamados árboles de expresión es.

## Codificación: el genotipo
El genoma de la programación de expresión de genes consiste en una cadena linear, simbólica, cromosomas tamaño fijo compuesto de uno o más genes de igual tamaño. Estos genes, a pesar de su tamaño fijo, están codificados por árboles de expresión de diferentes tamaños y formas. Un ejemplo de un cromosoma con dos genes, cada uno de tamaño 9, es la cadena.
012345678012345678

L+a-baccd**cLabacd
donde
```
“L” representa la función logaritmo y “a”, “b”, “c”, y 
```

“d” representa la variables and constantes usadas en el problema.

## Árboles de Expresión: el fenotipo
Como se ve above, los genes de programación de expresión de genes tienen todos el mismo tamaño. Como sea, estos códigos de cadenas de tamaño fijo para arboles de expresiónes de tamaños diferentes. Esto significa que las regiones de codificada varia de gen a gen, permitiendo que la adaptación y la evolución ocurran fácilmente.
Por ejemplo, la expresión matemática:
{\displaystyle {\sqrt {(a-b)(c+d)}}\,}
puede ser representada como un árbol de expresiones:
donde “Q” representa la función raíz cuadrada.
Este tipo de árboles de expresión consiste en la expresión del fenotipo de los genes PEG, donde los genes son cadenas lineales que codifican estas complejas estructuras. Para este ejemplo en particular, la cadena lineal corresponde a:
01234567

Q*-+abcd
el cual es la lectura directa del árbol de expresión desde arriba hacia abajo desde la izquierda hacia la derecha. Estas cadenas lineales son llamadas k-expresiones (from Karva notation).
Yendo desde k-expresiones a árboles de expresión es muy sencillo. Por ejemplo, la siguiente k-expresión:
01234567890

Q*b**+baQba
es está compuesto de dos diferentes terminales (la variable “a” y “b”), 2 funciones diferentes de 2 argumentos (“*” y “+”), y una función de un argumento (“Q”). Su expresión:

## K-expresiones y genes
Las k-expresiones de PEG corresponde a la región de genes que queda expresada. Esto significa que puede haber secuencias en los genes que no son expresadas, lo cual es verdadero para la mayoría de los genes. La razón de estas regiones no codificadas es proveer un buffer de terminales para que todas las k-expresiones codificadas en genes de PEG corresponda siempre a programas válidos o expresiones.
Los genes de PEG por tanto están compuestos de 2 diferentes dominios –cabeza y una cola – cada uno con diferentes propiedades y funciones. La cabeza es usada principalmente para codificar las funciones y variables escogidas para resolver el problema, considerando la cola, mientras también se usa para codificar las variables, proporciona un depósito de términos esencialmente para asegurar que todos los programas son libres de errores.
Para genes de PEG el largo de las colas es dado por la fórmula:
{\displaystyle t=h(n_{\max }-1)+1}
donde h es el largo de la cabeza y nmax es la aridad máxima. Por ejemplo, para un gene creado usando el conjunto de funciones F = {Q, +, −, *, /} y el conjunto de terminales T = {a,
```
b}, 
n
max
 = 2. Si escogemos el largo de una cabeza
es de 15, entonces 
t
 = 15 (2 − 1) + 1 = 16, donde el largo del gen 
```

g de 15 + 16 = 31. La cadena generada aleatoriamente abajo es un 
es un ejemplo de estos genes:
0123456789012345678901234567890

*b+a-aQab+//+b+babbabbbababbaaa
Se codifica el árbol de expresión:
en este caso, solo se usa 8 de los 31 elementos que constituye el 
gen.
No es difícil ver esto, a pesar de su tamaño fijo, cada gen tiene
```
el potencial para codificar por árboles de expresión de diferentes tamaños y formas, 
```

con un único nodo (donde el primer elemento de un 
```
gen es un terminal) y el más grande compuesto de tantos nodos como    
```

los elementos en el gen (donde todos los elementos en la cabeza son 
funciones con máxima aridad).
No es difícil de ver que es trivial implementar todo tipo de 
modificaciones genéticas ([[mutación ( algoritmos
genéticos)|mutación]], inversión, inserción, [[crossover (algoritmos 
genéticos)|recombinación]], y así) con la garantía que todos 
las descendencias resultantes ponen código correcto, programas libres de errores.

## Multigenético cromosomas
Los cromosomas de PEG están usualmente compuestos de 
más de un gen de igual tamaño. Cada código por un árbol 
```
de subexpresión (sub-ET) o subprograma. Entonces el sub-ETs puede interactuar ellas 
```

en diferentes maneras, formando un programa más complejo. La figura 
muestra un programa compuesto de tres sub-ETs.
[[Image:Expresión d 3 genes de PEG, 1st k-expression 
- Qb+*-bbba.png|thumb|Expression of GEP genes as sub-ETs. a) A

three-genic chromosome with the tails shown in bold. b) The sub-ETs 
encoded by each gene.]]
En el programa final el sub-AEs puede ser enlazado por adición o 
otra función, Como no hay restricciones para la función de enlace.
Algunos ejemplos de enlaces más complejos incluye
```
el promedio, la mediana, clasificación binomial, aplicando la función sigma para 
```

calcular la probabilidad y más. Estas funciones son usualmente 
escogidas antes para cada problema, pero ellas pueden estar evolucionando elegantemente
```
y eficientemente por el 
cellular system
[
6
]
[
7
]
 of 
```

gene expression programming.

## Celdas y reutilización de código
En PES, homeotic genes controlan las interacciones 
de los diferentes sub-AEs o módulos del programa principal. La expresión 
de esos genes resultantes en diferentes programas o celdas, eso es, ellos
```
determinan cuales genes son expresados en cada celda y como el sub-AEs de
cada celda interactúa con otro. En otras palabras, genes homéoticos 
```

determinan cual sub-AEs se llama y que a menudo en el 
programa o celda y que tipo de conexiones ellos establecen con otra 

### Genes Homéoticos y el sistema celular
Genes homéoticos tienen exactamente el mismo tipo de organización estructural de 
genes normales y son construidos igualmente. Ellos también 
contienen un dominio cabeza y uno cola, con la diferencia que las 
cabezas contienen funciones de enlace y un tipo especial de terminales – 
genes terminales – que representan genes normales. La expresión de los
genes normales resultan como es usual en diferentes sub-AEs, los cuales en 
sistemas celulares son llamados FDAs (funciones definidas automáticamente). 
Para las colas, contienen solo genes terminales, así es, derivado de
característica generadas en el aire por el algoritmo.
Por ejemplo, el cromosoma en al figura tiene 3 genes normales y un
```
gen homeotico y codifica un programa que invoca 3 funciones 
```

diferentes 4 veces, enlazándolas en un camino en particular.
[[Image:Expression of a unicellular GEP system with three 
ADFs.png|thumb|Expression of a unicellular system with three ADFs. a) 
The chromosome composed of three conventional genes and one homeotic 
gene (shown in bold). b) The ADFs encoded by each conventional gene. c) 
The main program or cell.]]
De este ejemplo queda claro que el sistema celular no solo permite 
la evolución de las funciones sino también el reutilización de código. 
Y no debe ser difícil de implementar [[Recursión (computer 
Science)|recursion]] en el sistema.

### Múltiples programas y sistemas multicelulares
Sistemas multicelulares están compuestos más de un homeotic gene. Cada
```
Gen homeótico en este sistema pone diferentes combinaciones of 
```

Subárboles de expresiones, creando múltiples celdas o programas.
Por ejemplo, el programa mostrado en la figura fue creado usando un 
sistema celular con dos celdas y 3 genes normales.
[[Image:Expression of a multicellular GEP system with 3 ADFs and 2 main 
programs.png|thumb|Expression of a multicellular system with three ADFs 
and two main programs. a) The chromosome composed of three conventional 
genes and two homeotic genes (shown in bold). b) The ADFs encoded by 
each conventional gene. c) 2 programas diferentes expresados en 2 
celdas diferentes.]]
La aplicación de estos sistemas multicelulares en múltiples y variadas 
and, como la multigenic systems, pueden ser usadas las dos en problemas con
```
solo una salida y con múltiples salidas.
```

## Otros niveles de complejidad
El dominio cabeza\cola de genes PEG es el 
básico bloque construido de todos los algoritmos PEG . Como sea, PEG 
también explora otras organizaciones que son más 
complejas que la cabeza\cola. Esencialmente estas estructuras complejas 
consiste en unidades funcionales o genes con una cabeza\cola básico 
más uno o más dominios. Estos dominios extras usualmente 
codifican constantes aleatorias numéricas que los algoritmos implacablemente 
bien-melodías para encontrar una buena solución. Estas 
constantes numéricas pueden ser los pesos o factores en una función 
aproximación del problema (see the GEP-RNC algorithm below); pueden ser los pesos y 
pedazos de una red neuronal (see the [[gene expression 
programming#Neural networks|GEP-NN algorithm]] below); las constantes 
numéricas necesitan para el diseño de árboles de decisión (see the [[gene 
expression programming#Decision trees|GEP-DT algorithm]] below); los 
pesos se necesitan para inducción polinomial; o las contantes numéricas aleatorias 
usadas para descubrir los valores de los parámetros en una tarea de optimización. 

## Algoritmo básico de expresión de genes
Los pasos fundamentales de Algoritmo básico de expresión de genes están puestos 
abajo en pseudocode:
1.	Select function set;
2.	Select terminal set;
3.	Load dataset for fitness evaluation;
4.	Create chromosomes of initial population randomly;
5.	For each program in population:
a)	Express chromosome;
b)	Execute program;
c)	Evaluate fitness;
6.	Verify stop condition;
7.	Select programs;
8.	Replicate selected programs to form the next population;
9.	Modify chromosomes using genetic operators;
10.	Go to step 5.
Los primeros 4 pasos todo lo necesario para el
```
el ciclo del algoritmo (paso 5 hasta 10). De esos 
```

pasos preparativos, el crucial es la creación de la población 
inicial, la cual es creada aleatoriamente usando los elementos de la función
```
y los conjuntos terminales.
```

### Poblaciones de programas
Como todos los algoritmos evolutivos, PEG trabaja con
```
poblaciones de individuos, los cuales en este caso son programas. 
```

Por tanto algún tipo de población inicial tiene que ser creada 
. poblaciones de subsecuencias son descendientes, vía selection y 
genetic modification, de 
la población inicial.
En el sistema fenotipo/genotipo de PEG, es necesario para crear la línea de cromosomas lineales de los 
individuos sin preocuparse acerca de la estructura de los 
programas para los que ellos codifican, como su expresión termina 
en programas sintácticamente correctos.

### funciones de precisión y los ambientes de selección
funciones de precisión y los ambientes de selección(llamado conjunto de datos de entrenamiento 
en machine learning) las 2 facetas de precisión y están por tanto
```
conectados. De hecho, la precisión de un programa depende no 
```

solo de la función costo usada para medir su 
comportamiento pero también en los datos de entrenamiento escogidos para evaluar precisión

#### El ambiente de selección o los datos de entrenamiento
La selección de ambientes consiste en el conjunto de entradas de entrenamiento, los cuales
```
son también llamados casos de precisión. Esos pueden ser in conjunto de 
```

observaciones acerca de algún problema, y forma lo
```
conjunto de datos de entrenamiento.
```

La calidad del conjunto entrenante es esencial para la evolución de buenas 
Soluciones. Un buen conjunto entrenante debiera ser representativo del problema
```
Y también bien-balanceado, por otro lado el algoritmo pudiera quedar estancado 
```

En algún óptimo local. Además, es importante evitar usar 
innecesariamente conjuntos grandes para entrenar como esto pondrá lento las cosas 
innecesariamente. Una buena regla es escoger suficientes entradas para 
entrenar para habilitar una buena generalización en los datos validados y 
dejar las entradas restantes para testear.

#### Funciones de precisión
Ampliamente hablando, hay esencialmente 3 diferentes tipos de 
problemas basados en el tipo de precisión hecha:
1.	predicciones numéricas (continuas) ;
2.	predicciones categóricas o nominales, ambas binomiales
```
y multinomiales;
```

3.	predicciones binarias o Booleanas.

### selección y elitismo
selección Rueda de la ruleta es quizás el más popular esquema de selección 
```
usado en computación evolutiva. Envuelve la precisión
de cada programa a un pedazo de la Rueda de la ruleta proporcional a su 
```

precisión. Entonces la ruleta es hilada a tantas veces como haya programas 
en la población para mantener el tamaño constante. Entonces, 
con programas de selección de Rueda de la ruleta son ambos seleccionados de acuerdo 
a la precisión la suerte del empate, lo que significa que alguna veces los mejores 
rasgos pueden perder. Como sea, por combinar selección Rueda de la ruleta 
con el clonado el mejor programa de cada generación, esto garantiza
que al menos el mejor rasgo no se pierde. Esta técnica de
duplicado de programas la mejor-de-su-generación es conocido como simple elitismo y es
```
usado por la mayoría de los esquemas de selección estocástica.
```

### Reproducción con modificación
La reproducción de programas involucra primero la selección y después la 
reproducción de sus genomas. modificación de genes no es requerido 
por la reproducción, pero sin su adaptación y evolución no tiene lugar.

#### Replicado y selección
la selección de operadores selecciona el programa para la replicación de operadores
```
para copiar. Dependiendo del esquema de selección, el número de copias que un 
```

programa origina puede variar, con algunos programas siendo copiados más de 
```
una vez mientras otros son copiados solo una vez o ninguna. Además, 
```

selección es usualmente preparado para que el tamaño de la población quede constante
```
de una generación a otra.
```

la replicación de genomas en la naturaleza es muy complicado y toma a 
los científicos largo tiempo descubrir DNA double helix y propone un
```
mecanismo para su replicación. Pero la replicación de cadenas es 
```

trivial en sistemas evolutivos artificiales, donde solo una instrucción para
```
copiar cadenas se requiere pasar toda la información en el genoma de
generación a generación.
```

La replicación de programas seleccionados es una pieza fundamental de todos 
los sistemas evolutivos artificiales, pero para que la evolución ocurra se necesita que 
este implementado no con la precisión usual de una instrucción de copia, pero 
más bien con un poco de errores. De hecho, diversidad genética es creada
```
con 
operadores genéticos
 Como [[Mutación (genetic 
```

algorithm)|mutation]], recombination, 
transposition, inversión, y muchos otros.

#### Mutación
En mutación de PEG es el operador genético más importante
. Cambia genomas cambiando un elemento con otro. 
La acumulación de muchos pequeños cambios en el tiempo puede crear gran 
diversidad.
En mutación PEG es totalmente unconstrained, lo cual 
significa que en cada dominio del gen cada símbolo puede ser reemplazado por 
otro. Por ejemplo, en la cabeza de los genes cualquier función puede ser reemplazada
```
Por un terminal o otra función, indiferente del número de  
```

argumentos en la nueva función; y un terminal puede ser reemplazado por una función u otro terminal.

#### Recombinación
Recombinación usualmente involucra 2 
pares de cromosomas para crear 2 nuevos cromosomas por combinar diferentes
partes de los cromosomas padres. Y tan largo como los cromosomas padres
```
estén alineados y el fragmento intercambiado es homólogo (ocupa
la misma posición en el cromosoma), el nuevo cromosoma creado por 
```

recombinación siempre codificará sintácticamente programas correctos.p
Diferentes tipos de cruzamientos son fácilmente implementados ya por cambiar 
el número de padres involucrados; el número de puntos; la manera en que se escoge intercambiando 
```
los fragmentos, por ejemplo, incluso aleatoriamente o en algún orden.Por
ejemplo, recombinación de genes, que es un caso especial de recombinación, 
```

puede hacerse intercambiando genes homólogos o intercambiando genes escogidos aleatoriamente de
```
cualquier posición en el cromosoma.
```

#### Transposición
Transposition involucra la introducción de 
una inserción secuencia en cualquier parte del cromosoma. En PEG la secuencias 
pueden aparecer donde quiera en el cromosoma,
```
pero solo se inserta en la cabeza de los genes. Este método 
```

garantiza que incluso secuencias de la cola resulta en 
```
programas error-libre.
```

Para que la transposición trabaje bien, se tiene que preservar el tamaño de los cromosomas 
y la estructura del gen. Entonces, en la transposición PEG puede
```
ser implementada usando 2 métodos diferentes: el primero crea un cambio 
```

en el sitio de inserción, seguido de un borrado en el final de la cabeza; 
el segundo sobrescribe la secuencia local en el sitio y 
además es más fácil de implementar. 

#### Inversión
Inversión es un operador interesante, especialmente poderoso por 
su optimización combinatoria. Consiste en invertir una secuencia pequeña sin
```
un cromosoma.
```

En PEG puede ser fácilmente implementado en todo el dominio 
```
y, en todos los casos, la descendencia producida es siempre 
```

sintácticamente correcta. por cualquier dominio, una secuencia 
es escogida aleatoriamente
sin ese dominio y después invertida.

## El algoritmo GEP-RNC
Constantes numéricas son elementos esenciales de matemática y 
modelos estadísticos y además es importante permitir su 
integración en el modelo designado por los algoritmos evolutivos.
PEG resuelve este problema elegantemente a través 
el uso de un dominio extra – the Dc – para manejar constantes numéricas
```
aleatorias . Combinando este dominio con un terminal especial 
```

por el RNCs, un sistema expresivo es creado.
Estructuralmente, el Dc viene después de la cola, tiene un tamaño igual al 
de la cola t, y está compuesto de los símbolos usados para representar
```
el RNCs.
```

El RNCs se le conoce para la modificación genética
Por ejemplo, abajo se muestra un simple cromosoma compuesto de un 
solo gen y una cabeza de tamaño 7 (the Dc stretches over positions 15–22):
01234567890123456789012

cromosoma es expresado exactamente como se muestra [[gene expression 
programming#Expression trees: the phenotype|above]], giving:
Entonces el ?’s en el árbol de expresión es reemplazada de izquierda a derecha y 
de arriba a abajo por los símbolos en el Dc, dando:
Los valores que corresponden a esos símbolos se mantienen en el array. (Por 
simplicidad, el número representado por el numerador indica el orden en
```
el array.) Por ejemplo, para los siguientes 10 elementos de RNCs:
```

C = {0.611, 1.184, 2.449, 2.98, 0.496, 2.286, 0.93, 2.305, 2.737,
0.755}
El árbol de expresión brinda:
Esta estructura para manejar constantes numéricas aleatorias es el
```
corazón de diferentes sistemas PEG , como [[PEG 
```

1. redes neuronales|GEP redes neuronales]] and GEP decisión trees.

Como la basic gene expression algorithm, el algoritmo GEP-RNC es 
también multigenetico y sus cromosomas son decodificados usualmente para expresar 
un gen atrás de otro y después enlazándolos todos juntos pro el mismo 
tipo de proceso de enlazado.
Los operadores genéticos usados en el ssitema GEP-RNC son una extensión para los
```
operadores genéticos del algoritmo básico de PEG (ver [[gene expression 
```

programming#Reproduction with modification|above]]), y todos pueden ser
```
directamente implementado en esos nuevos cromosomas. Por otro lado 
```

, los operadores básicos de mutación, inversión, transposición, y 
recombinación también son usados en el algoritmo GEP-RNC. Además, 
operadores especiales de Dc-específico como mutación, inversión, y 
transposición, son usados para ayudar en una circulación eficiente de 
el RNCs evitando programas individuales. Incluyendo, existe una operador de 
mutación especial que permite la introducción permanente de variaciones 
en el conjunto de RNCs. El conjunto inicial de RNCs creado aleatoriamente al 
principio de una corrida, lo que significa, para cada gen en la población inicial 
, un número específico de constantes numéricas, escogidos de 
cierto rango, son generados aleatoriamente. Entonces la circulación y 
la mutación es habilitados por los operadores genéticos.

## Redes neuronales
en redes neuronales artificiales (ANN o NN) es un componente computacional 
que consiste de muchas unidades simples conectadas o neuronas. las conexiones
```
entre las unidades son usualmente con peso asociados a valores reales. Estos 
```

pesos el significado primario de aprendizaje en redes neuronales y un 
algoritmo de aprendizaje es usualmente usado para ajustarlos.
Estructuralmente, una red neuronal tiene tres clases diferentes de unidades: 
unidades de entrada, unidades ocultas y unidades de salida. Un patrón de activación esta
presentado en las unidades de entrada y después esparce en adelante 
desde las unidades de entrada a través de una o más capas de unidades ocultas para 
las unidades de salida. La activación entrante dentro una unidad a otra es 
multiplicada por el peso en los enlaces de los cuales se esparce.Todas 
las activaciones entrantes son añadidas juntas y la unidad se convierte 
en activada solo si los resultados están por debajo del umbral de las unidades.
En resumen, los componentes básicos de una red neuronal son las unidades, las 
conexiones entre ellas, los pesos y los umbrales. Entonces, 
para simular completamente una red neuronal artificial tiene de alguna manera 
codificar estos componentes en un cromosoma linear y después ser capaz 
de expresarlos en una manera con sentido.
En redes neuronales PEG (GEP-NN o GEP nets), la arquitectura de la red es
```
codificada la estructura usual de dominio cabeza\cola.
[
10
]
 la cabeza contiene funciones\neuronas especiales
que activan las ocultas y las de salida ,
los terminales representan las unidades de entrada. La cola 
```

contiene solo unidades terminales/entrada.
Además de la cabeza y la cola, esas redes neuronales genéticas contienen 2 
dominios adicionales, Dw y Dt, para codificar los pesos y los umbrales 
de las redes. Estructuralmente, el Dw viene después de la cola y su
```
tamaño 
d
w
 depende del tamaño de la cabeza 
h
 y
la aridad máxima 
n
max
 y es evaluado por la 
```

formula:
{\displaystyle d_{w}=hn_{\max }}
EL Dt viene después de Dw y tiene tamaño dt 
igual a t. Ambos dominios están compuestos de símbolos representando el 
peso y los umbrales.
Por cada gen NN, los pesos los umbrales son creados al 
principio de cada corrida, pero su circulación y adaptación son 
garantizados por el operador genético usual de [[PEG 
1. Mutation|mutation]], [[gene expression

programming#Transposition|transposition]], [[gene expression 
programming#Inversion|inversion]], and [[gene expression 
programming#Recombination|recombination]]. Además, operadores 
especiales son también usados para permitir un flujo constante de variaciones genéticas en
```
el conjunto de pesos y umbrales.
```

Por ejemplo, abajo se muestra una red neuronal con 2 unidades de entrada 
(i1 and i2), 2
unidades ocultas (h1 and 
h2), and one output unit 
(o1). Tiene un total de 6 conexiones con 
6 pesos correspondientes representados por los números 1-6:
Esta representación es la canónica, pero 
las redes neuronales pueden ser también representad por un árbol, el cual, en este caso, 
corresponde a:
donde “a” y “b” representa las 2 entradas i1
```
y 
i
2
 y “D” representa una función con 
```

conectividad 2. Esta función añade todos sus argumentos con peso y después 
```
los umbrales, para determinar la salida. 
```

Esta salida (0 o 1 en este caso) depende del umbral 
de cada unidad, eso es, si el activación entrante total es mayor o 
igual que el umbral, entonces la salida es 1, 0 en otro caso.
El NN-árbol de abajo puede ser linealizado como:
0123456789012

DDDabab654321
donde la estructura en la línea 7–12 (Dw) codifica los pesos. Los 
valores de cada peso son dejados en un array y se devuelve como sea necesario 
para la expresión.
Un ejemplo más concreto, se muestra un gen de red neuronal por el 
exclusive-or problema. Tiene cabeza de tamaño 3 y Dw 
de tamaño 6:
0123456789012

DDDabab393257
La expresión resultante en la red neuronal siguiente:
el cual, por el conjunto de pesos:
W = {−1.978, 0.514, −0.465, 1.22,
−1.686, −1.797, 0.197, 1.606, 0, 1.753}
es dado:
el cual es una solución perfecta para la función exclusive-o.
Además de funciones simples booleanas con entrada binarias y salidas binarias, 
el algoritmo GEP-nets puede manejar todo tipo de funciones o neuronas 
También es interesante que el algoritmo GEP-nets puede usar todas 
esas neuronas juntas y dejar que la evolución decida cual trabaja mejor para 
resolver el problema. Entonces, GEP-nets puede ser usado no solo en problemas boleanos 
pero también en logistic regression, [[Statistical 
classification|classification]], and regression.
```
En todas las casos, GEP-nets puede ser implementado no solo con [[PEG 
```

1. Multigenic chromosomes|multigenic systems]] pero

también cellular 
systems, ambos unicelular y multicelular. Mas aún, 
problemas de clasificación multinomiales también puede ser parado en uno ir por GEP-nets ambos 
con sistemas multigenes y sistemas multicelular.

## Árboles de decisión
Árboles de decisión (DT) son modelos de clasificación donde una serie de 
preguntas y respuestas son mapeados usando nodos y aristas dirigidas.
Árboles de decisión tiene tres tipos de nodos: nodo raíz, nodos internos, 
y hojas o nodos terminales. El nodo raíz y todos los nodos internos 
representan condiciones para diferentes atributos o variables y un 
conjunto de datos. Nodos hojas especifican la etiqueta de la clase por todos los diferentes caminos en 
el árbol.
Mayoría de los algoritmos inductivos de árboles de decisión se involucra seleccionando un atributo 
para el nodo raíz y después hace el mismo tipo de decisión informada acerca
```
de todos los nodos en el árbol.
```

Árboles de decisión pueden ser creados por PEG
, con la ventaja que todas las 
decisiones acerca del crecimiento de los árboles son hechos por el algoritmo en sí mismo 
sin ningún tipo de entrada humana.
Hay básicamente 2 tipos diferentes de algoritmos AD: uno para 
árboles de decisión inducidos con solo atributos nominales y otro para 
árboles de decisión inducidos con ambos atributos nominales y numéricos. Este 
aspecto de árboles de decisión inducidos también lleva a PEG y hay 2 algoritmos PEG para
árboles de decisión inducidos: algoritmo (EDT) para manejar 
exclusivamente con atributos nominales y EDT-RNC (EDT con constantes 
numéricas aleatorias) para manejar ambos nominales y numéricos.
En árboles de decisión inducidos por PEG, el 
atributo se comporta como nodos función en el [[PEG 
1. The basic gene expression algorithm|basic gene expression

algorithm]], Considerando las etiquetas de la clases se comportan como terminales. Esto significa 
que los atributos de los nodos tienen también asociados con ellos una aridad especifica o 
el número de ramas que determinaran su crecimiento y, últimamente, el
```
crecimiento del árbol. La etiquetas de la clases se comportan como terminales , lo que significa 
```

que por una k-tarea de clasificación de una clase, un terminal seteado con k 
terminales es usado, representando el k clases diferentes.
Las reglas para codificar un árbol de decisión en un genoma linear son muy 
similares a las reglas usadas para codificar expresiones matemáticas (ver [[PEG
```
#K-expressions and genes|above]]). Entonces, para 
```

árboles de decisión inducidos los genes también tienen cabeza y cola, con la 
cabeza conteniendo atributos y terminales y la cola conteniendo solo 
terminales. Esto nuevamente asegura que todos los árboles de decisión de PEG 
son siempre programas válidos. Además, el tamaño de la cola t es
también determinado por el tamaño de la cabeza h y el número de ramas del 
Atributo con más ramas nmax y es 
evaluado por la ecuación:
{\displaystyle t=h(n_{\max }-1)+1\,}
Por ejemplo, considere el árbol de decisión para decidir donde jugar:
Puede ser codificado linearmente:
01234567

HOWbaaba
donde “H” representa el atributo humedad, “O” el atributo Outlook, 
“W” representa Windy, y “a” y “b” las etiquetas "Yes" y "No" 
respectivamente.Notar que la conexiones entre los nodos son propiedades de
```
los datos, especificando el tipo y número de ramas de cada atributo,
y por tanto no tienen q ser codificadas.
```

El proceso de inducción de árboles de decisión con PEG 
empieza con la población inicial de cromosomas creados aleatoriamente 
Los cromosomas son expresados como árboles de decisión y 
su precisión evaluada contra el conjunto de entrenamiento. De acuerdo a la precisión
```
son seleccionados para reproducir con modificación. los operadores 
```

genéticos son exactamente los mismo que son usados en un sistema convencional 
por ejemplo, mutation, 
inversion, [[gene expression 
programming#Transposition|transposition]], y [[gene expression 
programming#Recombination|recombination]].
For ejemplo, el gen abajo con tamaño de cabeza 5 (el Dc empieza en la posición
```
16):
```

012345678901234567890

WOTHabababbbabba46336
codifica
```
el árbol de decisión mostrado abajo:
```

En este sistema, cada nodo en la cabeza, tipo 
(numérico, nominal o terminal), está asociado con
```
constante numérica aleatoria, con la simplicidad en el ejemplo 
```

abajo es representado por 0–9. Estas constantes numéricas aleatorias 
son codificadas en el dominio Dc su expresión sigue un simple esquema 
de arriba a abajo y de izquierda a derecha, los elementos en Dc
son asignados uno por uno a los elementos en el árbol de decisión. Para 
el siguiente array de RNCs:
C = {62, 51, 68, 83, 86, 41, 43, 44, 9, 67}
el árbol de decisión de abajo resulta en:
| [[File:GEP decisión tree with numérica and nominal attributes, k-expression WOTHababab.png]] |

puede ser representado más colorido como un árbol de decisión 
```
convencional:
```

## La crítica
PEG ha sido criticado por no ser una mejora sobre otros 
genetic programming técnicas.en muchos experimentos, no 
es mejor que métodos existentes.

## Software

### Commercial applications
GeneXproToolsGeneXproTools is a predictive analytics suite
developed by Gepsoft. GeneXproTools modeling frameworks include 
logistic regression, classification,
```
regression
, 
time series prediction
, and 
```

logic synthesis. GeneXproTools implements the basic [[gene 
expression programming#The basic gene expression algorithm|gene 
expression algorithm]] and the GEP-RNC algorithm, both used in all the modeling frameworks
```
of GeneXproTools.
```

### Open source libraries
GEP4J – GEP for Java Project
Created by Jason Thomas, GEP4J is an open-source implementation of gene 
expression programming in Java. It 
implements different GEP algorithms, including evolving [[gene 
expression programming#Decision trees|decision trees]] (with nominal, 
numérica, o mixed attributes) and automatically defined functions. GEP4J is hosted at 
Google Code.
[http://code.google.com/p/pygep/ PyGEP – Gene Expression Programming
for Python]: Created by Ryan O'Neil with the goal to create a simple 
library suitable for the academic study of gene expression programming 
in Python, aiming for ease of use and 
rapid implementation. It implements standard [[gene expression 
programming#Multigenic chromosomes|multigenic chromosomes]] and the 
genetic operators mutation, crossover, and transposition. PyGEP is 
hosted at Google Code.
jGEP – Java GEP toolkit
Created by Matthew Sottile to rapidly build [[Java (programming 
language)|Java]] prototype codes that use GEP, which can then be written
```
in a language such as 
C
 o 
Fortran
 for
real speed. jGEP is hosted at 
SourceForge
.
```

## Further reading
- Ferreira, C. (2006). Gene Expression  Programming: Mathematical Modeling by an Artificial Intelligence. Springer-Verlag. ISBN 3-540-32796-7.
- Ferreira, C. (2002). Gene Expression  Programming: Mathematical Modeling by an Artificial Intelligence. Portugal: Angra do Heroismo. ISBN 972-95890-5-4.